# Elfriede Arnold-Dinkler
Elfriede Arnold-Dinkler, auch Arnold, geborene Dinkler (* 30. Dezember 1906 in Leipzig; † 1980 in Remscheid), war eine deutsche Kindergärtnerin und Pädagogin.

## Leben

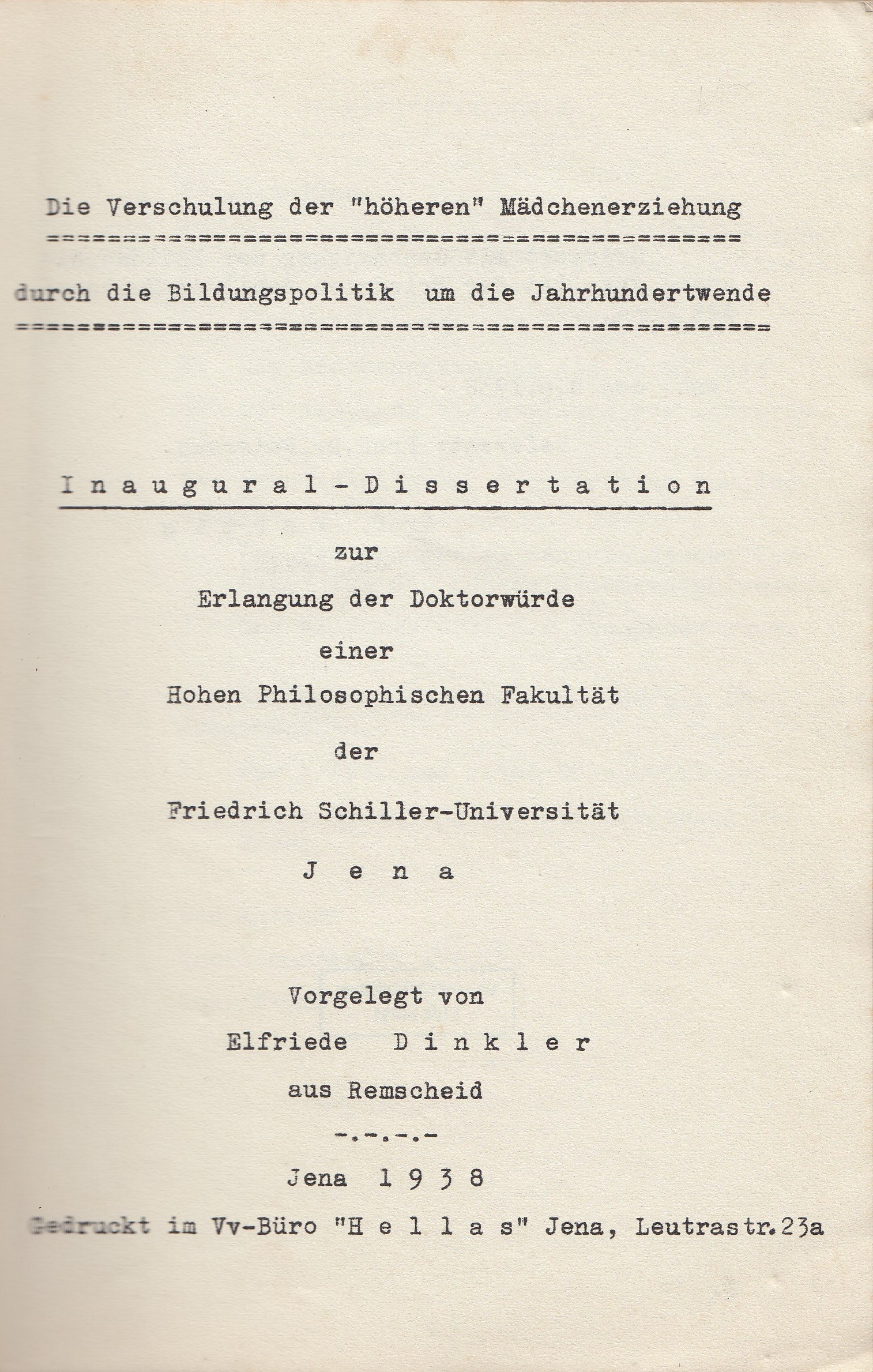
Dissertation von Arnold-Dinkler, archiviert im Ida-Seele-Archiv

Sie war die Tochter von Rudolf Dinkler und dessen Ehefrau Johanna Dinkler, geborene Semm. Der Vater war Direktor des Städtischen Lyzeums und Oberlyzeums in Remscheid. Ihr jüngerer Bruder Erich Dinkler war ein Theologe und Professor für Neues Testament. Im Remscheid besuchte Dinkler die Volksschule, das Lyzeum und anschließend das Kindergärtnerinnenseminar. Nach zweijähriger Tätigkeit als Kindergärtnerin trat sie 1928 in die Obersekunda des Remscheider Oberlyzeums ein und legte dort 1931 das Abitur ab. Anschließend studierte Dinkler Pädagogik, Philosophie, Geschichte und Germanistik an den Universitäten in Marburg, Heidelberg, Zürich und Jena, wo sie u. a. Leiterin der Arbeitsgemeinschaft Nationalsozialistischer Studentinnen (ANSt) war. An der Jenaer Universität promovierte sie 1938 bei Peter Petersen mit einer Arbeit über Die Verschulung der "höheren" Mädchenerziehung durch die Bildungspolitik um die Jahrhundertwende. Während des Wintersemesters 1934/35 war die Studentin beurlaubt, um am Sozialpädagogischen Seminar in Leipzig das Jugendleiterinnenexamen ablegen zu können. Von Ostern 1934 bis 1. Januar 1938 leitete Dinkler den von Peter Petersen gegründeten „Universitäts-Fröbel-Kindergarten“ in Jena. Anschließend übernahm sie die Schriftleitung der Fachzeitschrift Kindergarten, die sie bis zu deren Auflösung im Jahre 1944 innehatte. Als Dinkler die Fachzeitschrift übernahm, kündigte sie folgende Veränderungen an:
„Die Zeitschrift wird mit dem neuen Gesicht auch in ihrem Inhalt neuen Anforderungen gerecht zu werden versuchen. Sie wird in Zukunft in erster Linie die praktische Arbeit der Kindergärtnerin und Jugendleiterin berücksichtigen und den Versuch machen, auf diesem volkserzieherisch so wichtigen Arbeitsgebiet der Grundhaltung zu dienen, aus der der Nationalsozialismus erwachsen ist: wir wollen versuchen, auch in diesem Lebensbereich unseres Volkes die Fragen und Aufgaben von einer gesunden, ungekünstelten, menschlich echten und wahrhaftigen Lebenshaltung aus zu sehen und zu lösen in Verantwortung vor Volk und Führer... Wenn es uns gelingen soll, der Praxis zu dienen, so ist es notwendige Voraussetzung, daß unsre Aufsätze und Ueberlegungen aus der praktischen Arbeit erwachsen und nicht am grünen Tisch entstehen. Die Zeitschrift wird in Zukunft mehr als bisher Bilder bringen.“
Nach dem Zusammenbruch des Nationalsozialismus übersiedelte Arnold-Dinkler nach Remscheid. Dort war sie überwiegend in der Kindergärtnerinnenausbildung tätig.
Elfriede Arnold-Dinkler wurde auf dem evangelischen Westfriedhof in Remscheid beerdigt.

## Veröffentlichungen (Auswahl)
- Die Verschulung der "höheren" Mädchenerziehung durch die Bildungspolitik um die Jahrhundertwende, Leipzig 1938
- Der Kindergarten in der deutschen Erziehung, in: Wächtler, F. (Hrsg.): Festschrift zur Hundertjahrfeier des deutschen Kindergartens, München 1940, S. 5–9
- Die Kindergärtnerin als Erzieherin, in: Kindergarten 1941, S. 85–87
- Arbeitseinsatz und Ausbildungsweg der Jugendleiterin, in: Kindergarten 1941, S. 101–104
- Beschäftigung im Kindergarten, in: Kindergarten 1942, S. 60–65
- Die reichseinheitliche Regelung der Ausbildung der Kindergärtnerinnen, in: Kindergarten 1942, S. 150–152